# Estação Mandacarú
A Estação Mandacarú é uma das estações do Sistema de Trens Urbanos de João Pessoa, situada em João Pessoa, entre a Estação João Pessoa e a Estação Renascer.
Localiza-se na Rua São Pedro. Atende o bairro de Mandacaru.